# NGC 495
NGC 495 (другие обозначения — UGC 920, MCG 5-4-35, ZWG 502.58, PGC 5037) — галактика в созвездии Рыбы.
Описывается Дрейером как «очень тусклый маленький объект, являющийся одним из трёх [в этой области неба]». Под остальными двумя Дрейер имел ввиду NGC 496 and NGC 499.
Принадлежит к группе галактик NGC 507. NGC 495 описывается как тусклая, маленькая, слегка вытянутая и имеющая маленькое туклое ядро. Помимо NGC 507, в группу также входят NGC 494, NGC 496, NGC 498, NGC 501, NGC 503, NGC 504, и NGC 508. Эта группа оказалась не такой большой, чтобы попасть в каталог Эйбелла.
По наблюдениям, у галактики NGC 495 практически нет газа, но тем не менее, у объекта спиральная структура с правильными и гладкими рукавами.
NGC 495 возможно является примером пассивной спиральной галактики.
Этот объект входит в число перечисленных в оригинальной редакции «Нового общего каталога».
В галактике вспыхнула сверхновая SN 1999ej типа Ia, её пиковая видимая звездная величина составила 18,1.
Галактика NGC 495 входит в состав группы галактик NGC 499. Помимо NGC 495 в группу также входят NGC 499, NGC 517, NGC 504, NGC 582 и PGC 5026.